# Halictus leleji
Halictus leleji là một loài Hymenoptera trong họ Halictidae. Loài này được Pesenko mô tả khoa học năm 2006.